# 転生八犬士封魔録
『転生八犬士封魔録』（てんせいはっけんしふうまろく）は、2006年6月8日にサクセスからPS2用に発売されたアドベンチャーゲーム。開発はブリッジが担当。

## 概要
『南総里見八犬伝』がモチーフとなっており、本作における八犬伝は、数百年前に実際に起きた出来事を元に書かれた小説という設定。テキストを読みながら選択肢を選んでいくADVパートと、敵と戦う戦闘パートで構成されている。全10章の章形式でシナリオ分岐はなく一本道だが、3、4、5章のみ2つのルートが用意されている。

## ストーリー
主人公・桐沢結奈は高校の入学式当日、生徒会長の飼葉万珠から、自分が伏姫の生まれ変わりであることと、生まれ変わった八犬士を見つけ出して封印が解けかけている八房の再封印を行わなければならないことを告げられる。主人公は八犬士の証である牡丹の痣を手掛かりに、順調に八犬士を見つけていく。

## 登場人物

### メインキャラクター
桐沢 結奈（きりさわ ゆな）
声：森永理科（戦闘パートのみ）
主人公（名前変更可能）。瀧田学園高等部1年。数年前に両親を亡くし、犬のナポリタンと暮らしている。母親が里見家の末裔で、彼女自身も代々受け継がれたペンダントを所持していたが、飼葉から教えられるまでその事実を知らずに育った。小学生の頃から剣道を習っていることもあり、八犬士に守られる立場に甘んじず、自分も一緒に戦おうとする。活発で物怖じしない性格。親友の香澄を守らなくてはという思いが強い。
八尋 香澄（やひろ かすみ）
声：倖月美和
主人公の幼馴染で親友。瀧田学園高等部1年。主人公とは生まれた病院も誕生日も同じで両親同士が友人だったことから、その関係は幼馴染や友人よりも双子の姉妹に近い。女の子らしい容姿と性格で男子生徒に人気があるが、本人は恋愛にあまり興味はなく、主人公と過ごす時間の方が大事らしい。主人公が伏姫の生まれ変わりと知り、八犬士探しに協力する。
飼葉 万珠（かいば まこと）
声：小野大輔
瀧田学園高等部3年で生徒会長。主人公が初めて出会った八犬士の生まれ変わりで、犬士内のリーダー的存在。右脇腹に牡丹の痣がある。幼い頃から見ていた前世に関する夢に興味を持ち、独自に八犬伝について調べていたため、八犬伝の知識や使命感は誰よりも強い。容姿端麗、頭脳明晰、運動神経抜群で常に冷静沈着のポーカーフェイスだが、独断専行気味。また、使命達成に拘り過ぎて個人の心情を二の次にするなど、思い遣りに欠けるところがある。
江積 幹仁（えづみ みきひと）
声：檜山修之
瀧田学園高等部3年。左脇腹に牡丹の痣がある2人目の八犬士。体が動かすことが好きで、喧嘩に強い犬士内のムードメーカー的存在。裏表がなく、豪快で頼もしい性格から友人が多い。
坂下 那智（さかした なち）
声：浪川大輔
瀧田学園高等部3年。右二の腕に牡丹の痣がある7人目の八犬士。弓道部主将。真面目で自分にも他人にも厳しく、落ち着いた性格。腰まである長い髪と線の細い外見から、男装の麗人のように見える。
袴田 遙平（はかまだ ようへい）
声：高橋直純
瀧田学園中等部2年。太ももに牡丹の痣がある3人目の八犬士で、犬士内では最年少。主人公と同じく剣道部に所属し、どのような物事にも熱心に取り組む、素直で純粋な少年。本作中盤で主人公に告白しようとするなど、他の犬士よりも早く主人公を異性として意識する場面がある。
川瀬 立人（かわせ りつと）
声：中井和哉
瀧田学園高等部1年。背中に牡丹の痣がある6人目の八犬士。他人と関わろうとしない一匹狼。口が悪く不器用で照れ屋。オッドアイを隠す眼帯をしている。
桧山 真心（ひやま しんじ）
声：羽多野渉
瀧田学園高等部2年。左肩に牡丹の痣がある5人目の八犬士。関西弁を喋るバスケ部の幽霊部員。ノリが良く陽気で軽い性格。犬士として協力した理由も「面白そうだから」というもの。ただのお調子者に見えるが、洞察力に優れており、物事を冷静に見極めている。
村崎 純礼（むらさき すみれ）
声：近藤孝行
瀧田学園の校医。胸に牡丹の痣がある4人目の八犬士で、犬士内では最年長。穏やかで優しく生徒思い。非常に運が悪く、何もない場所で転ぶのは日常茶飯事。八犬士だと判明したのもアクシデントが原因。
塚野 昴（つかの こう）
声：小西克幸
瀧田学園高等部1年。腕に牡丹の痣がある8人目の八犬士。無口で無表情であり、クールな性格。他の犬士とは異なった特殊な位置にいるが、自分のことを語ろうとしないため謎めいている。留年したため、主人公より歳は1つ上。

### サブキャラクター
矢尾 春輔（やお しゅんすけ）
声：諏訪部順一
瀧田学園高等部3年。風紀委員長で飼葉の幼馴染。言葉遣いは丁寧だが、風紀の乱れを嫌うゆえの説教や小言が多い。入学早々、生徒会に出入りするようになった主人公を怪しみ、詮索してくる。飼葉に対してコンプレックスを抱いているため、彼と比較されるとムキになる。
夏見 あかね（なつみ あかね）
声：吉川友佳子
瀧田学園高等部1年。主人公のクラスメイト。内気で大人しい小柄な少女。
藤岡 健吾（ふじおか けんご）
声：石井一貴
瀧田学園高等部1年。腹話術の人形で会話をする少年。思い込みが激しい。
三船 梨沙（みふね りさ）
声：出野明日香
瀧田学園高等部3年。妖艶な美人で、主人公に気さくに接する。元水泳部員。
乾 幸城（いぬい ゆきしろ）
声：鈴木達央
瀧田学園高等部2年。学園きっての女好きで、主人公に対しても会うたびに口説く。テニス部所属。
浜崎 路子（はまざき みちこ）
声：宮川美保
瀧田学園高等部1年。主人公のクラスメイト。サバサバしている。
衣本 雛乃（きぬもと ひなの）
声：矢作紗友里
瀧田学園高等部一年。主人公のクラスメイト。おっとりしている。
国枝 妙子（くにえだ たえこ）
声：今瀬未知
瀧田学園の責任者。フランクで堅苦しいところがない、男性のような口調の校長。

## スタッフ
- 企画：川村真也
- ディレクション：池内浩康
- キャラクターデザイン・原画：内山紳介
- シナリオ・設定：田山奈美、佐和山邁
- シナリオ協力：丸市藤丸、天草光鳳、周防忠臣
- サウンド：浅乃一

## 主題歌
- OP『for the wish』

作詞：浅乃一、作曲：浅乃一、編曲：SHUN、歌：袴田遙平（高橋直純）
- ED『守るべき全て(キミ) 』

作詞：浅乃一、作曲：浅乃一、編曲：池田森、歌：塚野昂（小西克幸）

## 関連商品
- 転生八犬士 封魔録 オリジナルサウンドトラック

発売元：株式会社ブリッジ、2006年6月8日発売
- 転生八犬士 封魔録 ドラマCD 〜新たなる影〜

発売元：株式会社ハピネット、品番：KDCA-0075、2006年7月26日発売